# Chemin du Cid
Le Chemin du Cid ou GR 160, est un itinéraire touristique et culturel basé sur un personnage historique, Rodrigo Diaz de Vivar, et de l'œuvre littéraire Cantar de mio Cid, plus connue sous le nom du Poème du Cid. 
Le chemin emprunte huit provinces d'Espagne (Burgos, Soria, Guadalajara, Saragosse, Teruel, Castellón, Valence et Alicante) qui appartiennent à quatre communautés espagnoles (Castille-et-Léon, Castille-La Manche, Aragon et Communauté valencienne). Il peut se parcourir autant par la route comme par sentiers de randonnée.

## Origines du Chemin du Cid

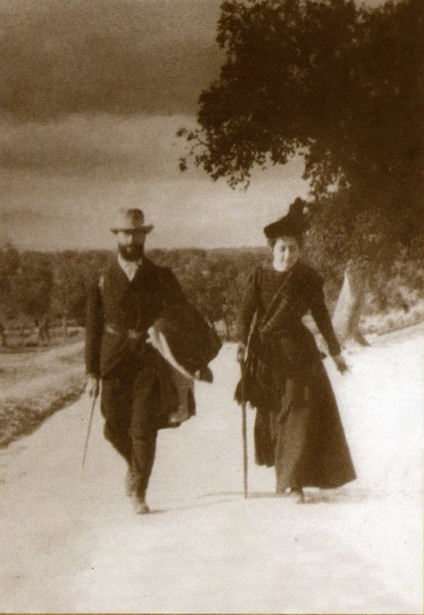
Ramón Menéndez Pidal parcourt avec María Goyri le Chemin du Cid.

Dans le Poème du Cid, l'auteur a pu utiliser des références mêlant histoire et fiction. L'itinéraire emprunté par le Cid historique ne correspond pas avec exactitude avec celui décrit dans le poème. L'auteur aurait utilisé les références historiques à sa portée ajoutés à sa propre connaissance de la géographie pour dessiner une route tracée principalement par des voies romaines, des routes commerciales et des chemins historiques. En se basant sur cette théorie, il n'est pas possible de parler de route imaginaire, mais bel et bien d'un réseau de chemins et lieux sur lesquels est basé le Poème du Cid. Ce réseau de chemins —dont certains existent encore de nos jours— ont commencé à être transités comme itinéraires du Cid vers la fin du XIXe siècle, lorsque Archer Huntington, fondateur de la Hispanic Society of America, suivi peu de temps après par la recherche de traces du Cid à travers les terres castillanes et aragonaises par le philologue Ramón Menéndez Pidal et sa femme Maria Goyri.
À la suite de cela, la députation provinciale de Burgos a créé en 1966 un chemin de randonnée reliant Vivar del Cid à Saint Pierre de Cardeña à travers la ville de Burgos, les trois étapes fondamentales évoquées dans les premiers vers du poème.

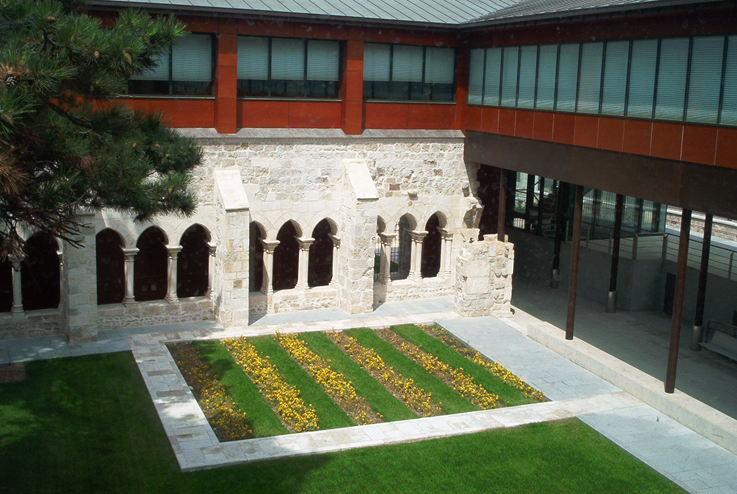
Monastère de Saint Augustin, siège du Consortium du Chemin du Cid

## Le Chemin du Cid et son poème

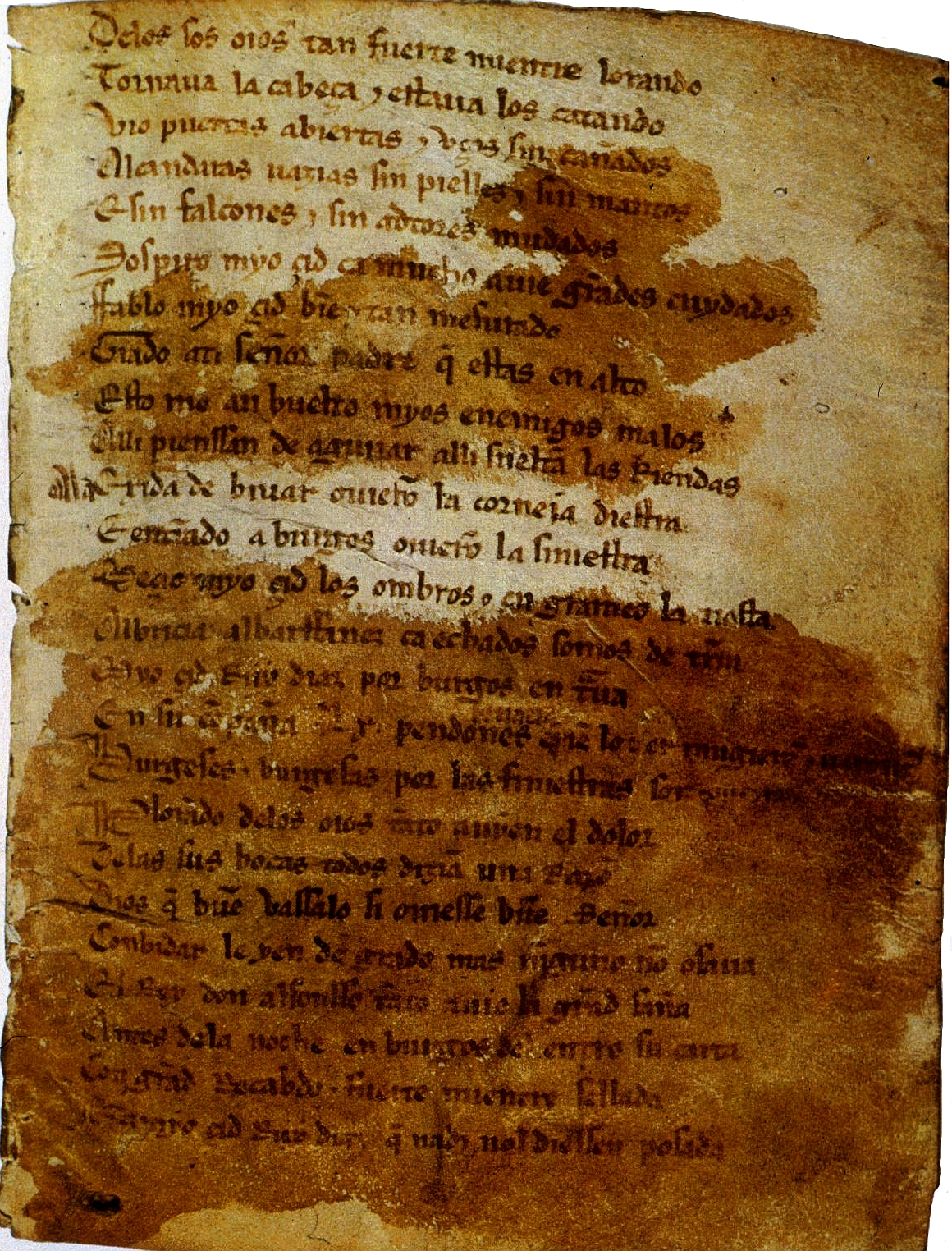
Page initiale du Poème du Cid.

Le Chemin du Cid, basé sur le fameux poème, est un parcours littéraire. Plusieurs localités précises ou paysages concrets liées au Cid historique sont citées dans ce poème.
Le manque de sources et l'exactitude de ces dernières sont les raisons principales de l'impossibilité à tracer un chemin historique fidèle des lieux liés au Cid, explique le recours au poème comme source principale du tracé. Si les sources se confirment, alors sa grande longueur rendrait impossible sa configuration comme chemin touristique, car plusieurs autres provinces viendraient s'ajouter aux provinces officielles, comme Zamora, Murcie, Oviedo, Séville, Barcelone ou les communautés autonomes de La Rioja et la Navarre.
Depuis ses origines, l'itinéraire s'identifie au chemin emprunté par Le Cid dans le Poème du Cid. De plus, le poème a permis de mieux cerner le personnage, qui fait partie, avec Don Quichotte et Don Juan, des personnages littéraires les plus connus de la littérature espagnole.

## Lieux d'intérêt
Le Chemin du Cid possède une grande diversité de ressources. On y trouve des monuments d'origine médiévale inscrit au patrimoine mondial comme la cathédrale de Burgos, l'architecture mudéjare aragonaise, la Loge de la Soie de Valence ou la Palmeraie d'Elche, s'y ajoutent de nombreux lieux et villes au patrimoine culturel important, comme Covarrubias (Burgos), Le Burgo de Osma (Soria), Sigüenza (Guadalajara), Calatayud, Ateca et Daroca  a (Saragosse), Albarracín (Teruel), Morella (Castellón), Játiva (Valence) ou encore Elche et Orihuela (Alicante).
Il existe également d'autres sites d'intérêt. On y retrouve des exemples d'art roman, mozarabe, mudéjar, islamique et gothique qui cohabitent en harmonie ainsi que des paysages de grande valeur comme les champs de Genévriers à Arlanza (Burgos), le Parc Naturel du Grand Tage (Guadalajara), les lagunes de Gallocanta (Saragosse), la Sierra du Maestrazgo (Teruel et Castellón), le lac et Parc Naturel de l'Albufera de Valence ou la Palmeraie d'Elche (Alicante).